# Alain Huby
Alain Huby (* 14. April 1944 in Pontivy) ist ein ehemaliger französischer Radrennfahrer und nationaler Meister im Radsport.

## Sportliche Laufbahn
Huby war im Straßenradsport aktiv. Er gewann die nationale Meisterschaft im Mannschaftszeitfahren 1972 gemeinsam mit Michel Le Denmat, Maurice Le Guilloux und Claude Buchon. 
1965 siegte Huby im Etappenrennen Essor breton mit einem Tageserfolg. 1975, 1977 und 1980 holte er einen Etappensieg in der Tour d’Émeraude, 1977 gewann er das Eintagesrennen Circuit du Morbihan, 1978 gewann er eine Etappe der Tour d’Armor. Ab 1965 startete er als Unabhängiger.